# Luigi Musini (produttore)
Luigi Musini (Parma, 5 settembre 1948) è un produttore cinematografico italiano.

## Biografia
Nasce a Parma e si trasferisce per studio a Milano, diplomandosi all'istituto Gonzaga e laureandosi successivamente all'Università commerciale Luigi Bocconi nel 1973.. Nel 1984 fonda con Roberto Cicutto la Mikado Film, casa di distribuzione e produzione cinematografica. Nel 1997 crea con Nanni Moretti e Angelo Barbagallo la Sacher Distribuzione.

## Filmografia
- Orlando, regia di Sally Potter (1992)
- Le ali di Katja, regia di Lars Hesselholdt (1999)
- Preferisco il rumore del mare, regia di Mimmo Calopresti (2000)
- Il mestiere delle armi, regia di Ermanno Olmi (2001)
- Brucio nel vento, regia di Silvio Soldini (2002)
- Lunedì mattina (Lundi matin), regia di Otar Iosseliani (2002)
- Padre e figlio (Otec i syn), regia di Aleksandr Sokurov (2003)
- Cantando dietro i paraventi, regia di Ermanno Olmi (2003)
- Opopomoz, regia di Enzo D'Alò (2003)
- Ho visto le stelle!, regia di Vincenzo Salemme (2003)
- Agata e la tempesta, regia di Silvio Soldini (2004)
- Hotel Rwanda, regia di Terry George (2004)
- Giardini in autunno (Jardins en automne), regia di Otar Iosseliani (2006)
- Centochiodi, regia di Ermanno Olmi (2007)
- La duchessa di Langeais (Ne touchez pas la hache), regia di Jacques Rivette (2007)
- Aspettando il sole, regia di Ago Panini (2008)
- L'ultimo crodino, regia di Umberto Spinazzola (2009)
- La bellezza del somaro, regia di Sergio Castellitto (2010)
- Il villaggio di cartone, regia di Ermanno Olmi (2011)
- Anita B., regia di Roberto Faenza (2014)
- Anime nere, regia di Francesco Munzi (2014)
- ...E fuori nevica!, regia di Vincenzo Salemme (2014)
- Last Summer, regia di Leonardo Guerra Seràgnoli (2014)
- Torneranno i prati, regia di Ermanno Olmi (2014)
- Maraviglioso Boccaccio, regia di Paolo e Vittorio Taviani (2015)
- Pecore in erba, regia di Alberto Caviglia (2015)
- Assolo, regia di Laura Morante (2016)
- L'equilibrio, regia di Vincenzo Marra (2017)
- Terapia di coppia per amanti, regia di Alessio Maria Federici (2017)
- Sulla mia pelle, regia di Alessio Cremonini (2018)
- Sulla stessa onda, regia di Massimiliano Camaiti (2021)

## Premi e riconoscimenti

### David di Donatello
- 2002: - Miglior produttore per Il mestiere delle armi
- 2002: - Nominato a miglior produttore per Brucio nel vento
- 2004: - Nominato a miglior produttore per Cantando dietro i paraventi
- 2007: - Nominato a miglior produttore per Centochiodi
- 2015: - Miglior produttore per Anime nere

### Ciak d'oro
- 2015: - Nominato a miglior produttore per Torneranno i prati
- 2019: - Miglior produttore per Sulla mia pelle[3]

### Nastro d'argento
- 2004: - Nominato a miglior produttore per Cantando dietro i paraventi
- 2015: - Miglior produttore per Last Summer, Anime nere e Torneranno i prati